# Thea Bjelde
Thea Bjelde (* 5. Juni 2000 in Sogndal) ist eine norwegische Fußballspielerin. Die defensive Mittelfeldspielerin steht seit 2025 beim VfL Wolfsburg unter Vertrag und ist norwegische A-Nationalspielerin.

## Karriere

### Klub
Nachdem Thea Bjelde 2015 noch bei einem lokalen Klub ihrer Heimatstadt aktiv gewesen war, wechselte sie 2016 zu Kaupanger IL, wo sie während des Frühjahrs spielte. Anschließend schaffte sie den Sprung in die erste Liga zu Arna-Bjørnar. Nach einer sehr guten Saison 2018 erlitt sie zu Beginn der folgenden Saison einen Kreuzbandriss und fiel für den Rest des Jahres aus. Danach kam sie aber gestärkt zurück, wurde im Oktober 2020 in die Nationalmannschaft berufen und übernahm zur Saison 2021 die Kapitänsbinde.
Am 18. Juli 2021 unterschrieb sie einen Vertrag mit Vålerenga. Seit dem 11. Juli 2025 ist sie eine von zwölf Neuzugängen beim Bundesligisten VfL Wolfsburg.

### Nationalmannschaft
In den norwegischen U-Mannschaften durchlief sie ab der U15 alle Auswahlmannschaften. Mit der U17 nahm sie so an der Europameisterschaft 2017 teil, wo sie es mit ihrem Team bis ins Halbfinale schaffte. Später qualifizierte sie sich mit der U19 auch für die Europameisterschaft 2018 und schaffte es mit ihrem Team hier erneut ins Halbfinale.
Ihr Debüt für die A-Nationalmannschaft hatte sie dann im Oktober 2022 bei einer 1:4-Niederlage gegen Brasilien, wo sie zur 80. Minute für Frida Leonhardsen Maanum eingewechselt wurde. Bereits zuvor war sie schon Teil des Kaders der Mannschaft bei der Europameisterschaft 2022, wurde dort aber nicht eingesetzt. Im Laufe der nächsten Zeit folgten dann noch weitere Einsätze bei Freundschaftsspielen und Einladungsturnieren.
Am 19. Juni 2023 wurde sie für die WM-Endrunde nominiert, wurde in jedem der vier Spiele ihres Teams eingesetzt und schied mit der Mannschaft im Achtelfinale gegen die Japanerinnen aus.
Am 16. Juni 2025 wurde sie für die Endrunde der EM 2025 nominiert. Sie wurde in den ersten beiden Gruppenspielen und im Achtelfinale gegen Italien eingesetzt. Durch ein Gegentor in der letzten Minute schieden die Norwegerinnen aus.